# Anikken Gjerde Alnæs
Anikken Gjerde Alnæs  (* 11. April 1994) ist eine norwegische Skilangläuferin.

## Werdegang
Alnæs, die für den Rustad IL startet, gewann bei den Rollerski-Juniorenweltmeisterschaften 2011 in Kristiansund die Goldmedaille mit der Staffel und bei den Rollerski-Juniorenweltmeisterschaften 2013 in Bad Peterstal die Bronzemedaille im Teamsprint. Im Dezember 2014 absolvierte sie in Lillehammer ihr erstes Rennen im Scandinavian-Cup und belegte dabei den 53. Platz im Sprint. Im Februar 2018 holte sie bei der US Super Tour in Ishpeming im Sprint ihren ersten Sieg im Continental-Cup. Im Sommer 2019 errang sie beim Rollerski-Weltcup in Peking jeweils den zweiten Platz im Sprint und im 15-km-Massenstartrennen und erreichte damit den 19. Platz im Gesamtweltcup. Im Januar 2020 siegte sie im Sprint beim Scandinavian-Cup in Nes Skianlegg und holte beim Weltcupdebüt in Dresden mit dem achten Platz im Sprint ihre ersten Weltcuppunkte.
Seit der Saison 2020/21 nimmt Alnæs vorwiegend an den Ski Classics teil. Dabei wurde sie in der Saison 2021/22 sowie 2023/24 Siebte und in der Saison 2022/23 Neunte in der Gesamtwertung. In der Saison 2024/25 holte sie drei Siege und gewann dabei den Isergebirgslauf. Zudem lief sie jeweils viermal auf den zweiten sowie dritten Platz und gewann damit die Gesamtwertung der Ski Classics.

## Erfolge

### Siege bei Continental-Cup-Rennen
| Nr. | Datum            | Ort           | Disziplin       | Serie            |
| --- | ---------------- | ------------- | --------------- | ---------------- |
| 1.  | 15. Februar 2018 | Ishpeming     | Sprint Freistil | US Super Tour    |
| 2.  | 3. Januar 2020   | Nes Skianlegg | Sprint Freistil | Scandinavian Cup |

### Siege bei Ski-Classics-Rennen
| Nr. | Datum             | Ort         | Rennen                | Disziplin                      |
| --- | ----------------- | ----------- | --------------------- | ------------------------------ |
| 1.  | 14. Dezember 2024 | Bad Gastein | Bad Gastein ITT       | 7 km klassisch Individualstart |
| 2.  | 11. Januar 2025   | Sexten      | 3 Zinnen Ski Marathon | 60 km klassisch Massenstart    |
| 3.  | 9. Februar 2025   | Bedřichov   | Isergebirgslauf       | 50 km klassisch Massenstart    |